# اشلی
اشلی (انگلیسی: Ashley) فیلمی در ژانر درام است که در سال ۲۰۱۳ منتشر شد. از بازیگران آن می‌توان به نیکول فاکس اشاره کرد.